# Gunhed (jeu vidéo)
Pour les articles homonymes, voir Gunhed.
Gunhed (ガンヘッド, Ganheddo), intitulé Blazing Lazers aux États-Unis, est un jeu vidéo développé par Compile et édité par Hudson Soft. Il s’agit d’un shoot 'em up sorti  en 1989 sur PC-Engine. Développé sous la licence Tōhō/Sunrise du film japonais Gunhed (1989), il est généralement considéré comme l'un des premiers « grands » shoot them up de la console 8bit de NEC.

## Système de jeu
Gunhed est un shoot them up à défilement vertical, qui s'inscrit dans la continuité des précédents titres du même genre de Compile tels que Zanac (1986, initialement sorti sur MSX) et Power Strike (ou Aleste, 1988, sur Master System).
Le gameplay propose un large éventail d'armes et un système de perfectionnement complet. L'arsenal se compose de quatre armes principales — Photon Blaster, Power Wave, Field Thunder et Ring Blaster — que le joueur doit combiner avec quatre fonctionnalités secondaires : Full Fire (amélioration de l'arme principal), Homing Missiles (ajout de missiles téléguidés), multi-body (ajout de 'multiple') et Shield (ajout d'un bouclier). Les power ups, qui permettent de perfectionner (et d'alterner entre) tous ses attributs, ont la particularité d'être délivrés à un rythme effréné.
Le jeu comprend neuf aires de jeu différentes — de la base spatiale à l'antre du vaisseau ennemi, en passant par l'espace, la zone désertique ou le champ de glace — avec un boss intermédiaire et final à chacune d'entre elles.

## Réalisation
La réalisation technique du jeu est remarquable pour l'époque : l'action est rapide et intense avec de nombreux éléments affichés simultanément à l'écran, des voix digitalisées accompagnent chaque récupération de power-ups et le défilement vertical, fluide, s'accompagne d'un petit scrolling latéral.

## Accueil
| Publication        | Note |
| ------------------ | ---- |
| AN Dragon Magazine | 5/5  |
| AN GameSpot        | 7/10 |
| RU IGN             | 8/10 |

## Héritage
Le jeu a été réédité en mai 2007 sur la Console virtuelle de la Wii.

### Médias externes
- [image] Pochette de la version japonaise
- [image] Pochette de la version nord-américaine
- [vidéo] Area-1, vidéo du jeu sur 1UP.com